# 佐賀市立諸富中学校
佐賀市立諸富中学校（さがしりつ もろどみちゅうがっこう）は佐賀県佐賀市諸富町大字徳富にある公立中学校。

## 概要
歴史
1947年（昭和22年）創立の諸富町立中学校2校（諸富北・諸富南）が1962年（昭和37年）に統合。現校名になったのは2005年（平成17年）。2022年（令和4年）には創立（統合）60周年を迎えた。
校章
「中」の文字を図案化したものを背景にして、中央に校名の頭文字「諸」を配している。
校歌
1969年（昭和44年）制定。作詞は中原敏雄（第2代校長）、作曲は真島豹吉による。歌詞は3番まであり、各番の歌詞中に校名の「諸富中学校」が登場する。
通学区域
佐賀市諸富町全域。小学校区は佐賀市立諸富北小学校・佐賀市立諸富南小学校。

## 沿革
旧・諸富北中学校
- 1947年（昭和22年）
  - 4月1日 - 学制改革が行われる。
    - 東川副村国民学校の初等科は、新制小学校「東川副村立東川副小学校」に改組・改称。
    - 東川副村国民学校の高等科は、青年学校普通科とともに、新制中学校「東川副村立東川副中学校」に改組・改称。小学校に併設される。

  - 5月3日 - 開校式を挙行。
- 1948年（昭和23年）
  - 3月 - 村PTAが発足。
  - 3月31日 - 青年学校が廃止される。
  - 4月 - 校舎天井張りの費用を捻出するため、養兎を開始。
  - 12月 - 新校舎（西教室）が完成。
- 1951年（昭和26年）9月 - 兎を供出し、天井張りの費用を精算。
- 1952年（昭和27年）3月 - 小中兼用運動場を拡張。
- 1953年（昭和28年）
  - 4月 - 帽章・バッジを制定。
  - 6月26日 - 連続豪雨のため、校舎が床上浸水。7月1日まで臨時休業とする。
- 1954年（昭和29年）
  - 2月 - 新校舎（3教室）が完成。
  - 6月 - 学校放送を開始。
- 1955年（昭和30年）
  - 3月1日 - 2村（東川副・新北）合併により、「諸富町立諸富北中学校」に改称。
  - 9月 - 校歌を制定（作詞:古賀残星、作曲:江口芳雄、歌詞は3番まであり、各番の歌詞中に校名の「諸富北中」が登場）。帽章・バッジを制定。
- 1959年（昭和34年）10月 - 諸富町南北中学校合同体育大会を開催。
- 1962年（昭和37年）3月31日 - 統合のため閉校。ただし統合校舎が完成するまでの間、「北校舎」として存続。
  - 校章 - 旧・肥前太田城主、太田氏の家紋を基にして、中央に校名の略称「北中」の文字（縦書き）を配している。

旧・諸富南中学校
- 1947年（昭和22年）
  - 4月1日 - 学制改革が行われる。
    - 新北村国民学校の初等科は、新制小学校「新北村立新北小学校」に改組・改称。
    - 新北村国民学校の高等科は、青年学校普通科とともに、新制中学校「新北村立新北中学校」に改組・改称。小学校に併設される。

  - 5月3日 - 開校式を挙行。
- 1948年（昭和23年）
  - 3月31日 - 青年学校が廃止される。
  - この年 - 元講堂広間を3教室に区切り、教室を整備。
  - 5月 - PTAを結成。
- 1949年（昭和24年）6月 - 校舎1棟（3教室）が完成。
- 1953年（昭和28年）
  - 9月 - 6月の大水害の際、搦地区の救済に寄与したため、佐賀郡消防協会より表彰を受ける。
  - 11月 - 小中共用の講堂が完成。
- 1955年（昭和30年）
  - 3月1日 - 2村（東川副・新北）合併により、「諸富町立諸富南中学校」に改称。
  - 12月 - 学校図書館を拡充。
- 1956年（昭和31年）9月 - 帽章・バッジを制定。
- 1957年（昭和32年）5月 - 制服を制定。
- 1958年（昭和33年）2月 - 校歌を制定（作詞:中島哀浪、作曲:陶山聡、歌詞は3番まであり、歌詞中に校名は登場しない）。
- 1959年（昭和34年）10月 - 諸富町南北中学校合同体育大会を開催。
- 1962年（昭和37年）3月31日 - 統合のため閉校。ただし統合校舎が完成するまでの間、「南校舎」として存続。
  - 校章 - 「中」の文字を図案化し、リボンで結んだ稲穂と組み合わせたものを背景にして、中央に校名の略称「諸南」の文字（縦書き）を配している。

統合・諸富中学校
- 1962年（昭和37年）
  - 4月1日 - 上記中学校2校（諸富北・諸富南）の統合により、「諸富町立諸富中学校」が設置される。
  - 4月7日 - 開校式を挙行。統合校舎完成までの間、旧諸富北中を「北校舎」、旧諸富南中を「南校舎」として存続し、分散授業を継続。
  - 5月 - 旧中学校2校のPTAを統合。
- 1963年（昭和38年）
  - 10月 - 鉄筋コンクリート造3階建ての新校舎（第1期工事）が完成。北校舎および南校舎を廃止の上、各小学校に移管。
  - 11月 - 入校式を挙行。統合校舎での授業を開始。
- 1964年（昭和39年）6月 - 給食センターが完成し、完全給食を開始。
- 1965年（昭和40年）3月 - 新校舎（第2期工事、特別教室）が完成。校旗を制定。
- 1966年（昭和41年）4月 - 特殊学級を開設。
- 1967年（昭和42年）3月 - 体育館が完成。
- 1968年（昭和43年）7月 - 明治100年記念として校門を設置。
- 1969年（昭和44年）9月 - 校歌を制定。
- 1975年（昭和50年）11月 - 部室（5部屋）が完成。
- 1977年（昭和52年）7月 - プールが完成。
- 1978年（昭和53年）12月 - 武道館が完成。
- 1981年（昭和56年）2月 - 校地を拡張。
- 1983年（昭和58年）3月 - 創立20周年を記念して、PTAより記念碑「創造」が寄贈される。
- 2005年（平成17年）10月1日 - 合併により、「佐賀市立諸富中学校」（現校名）に改称。

## 交通
最寄りの鉄道駅
- JR九州 長崎本線 「佐賀駅」・「伊賀屋駅」

最寄りのバス停留所
- 佐賀市営バス 早津江線、諸富・橋津線 「諸富支所前」停留所

最寄りの幹線道路
- 国道208号 「諸富中学校前」交差点

## 周辺
- 佐賀市役所 諸富支所
- 諸富文化体育館ハートフル
- 佐賀市南商工会本所
- 佐賀市産業振興会館
- 諸富地区社会福祉協議会
- 諸富郵便局
- 諸富公園
- JAさが佐賀市もろどみ町支所
- 佐賀江川
- 筑後川

## 参考資料
- 「諸富町史 (PDF) 」（1984年（昭和59年3月30日, 諸富町）p.819～p.911 - 佐賀市ウェブサイト

## 関連事項
- 佐賀県中学校一覧